# Clemente de Ocrida
Clemente de Ocrida (em antigo eslavo eclesiástico:  Климє́нтъ Охрїдьскъ; em búlgaro:  Свети Климент Охридски), também conhecido como Clemente de Ohrid, foi um escritor e estudioso búlgaro reconhecido como santo ortodoxo pelo seu papel como missionário entre os eslavos. Ele foi o mais importante discípulo dos irmãos e santos Cirilo e Metódio e é geralmente associado aos dois como criador do alfabeto glagolítico, um antecessor do alfabeto cirílico, especialmente por tê-los tornado popular entre os eslavos recém-cristianizados. Ele foi o fundador da Escola Literária de Ocrida e é considerado como o patrono da educação e da língua por algumas nações eslavas. Além disso, ele é também considerado como sendo o primeiro bispo da Igreja Ortodoxa Búlgara, um dos sete apóstolos do Império Búlgaro, o padroeiro da Macedónia do Norte, da cidade de Ocrida e da Igreja Ortodoxa Macedônica.

## Vida e obras

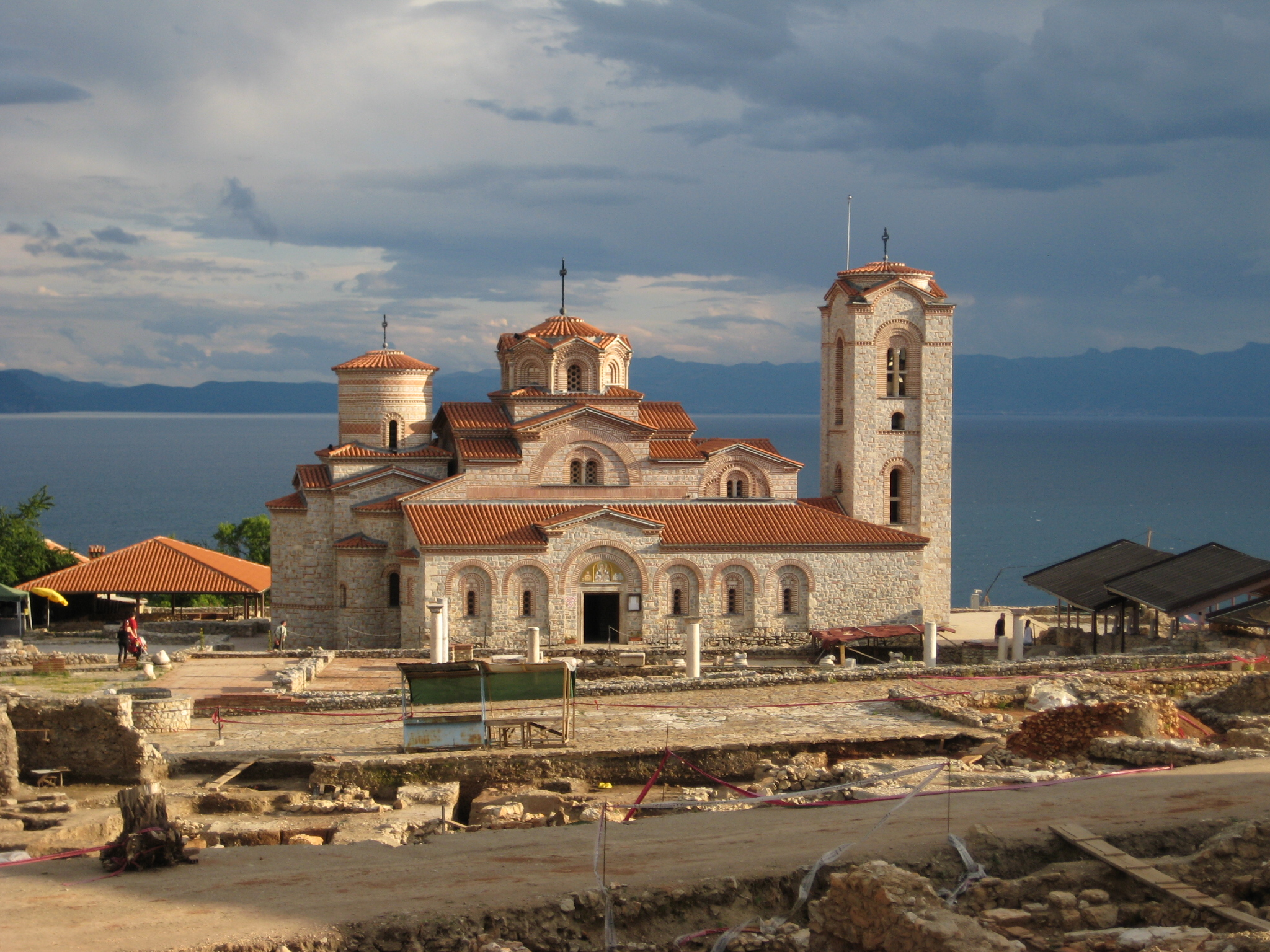
No Mosteiro de São Pantaleão em Ócrida, fundado por São Clemente, estão suas relíquias atualmente

São poucas as evidências sobre a sua vida, mas, de acordo com sua hagiografia escrita por Teofilacto de Ocrida, Clemente nasceu na região sudoeste do Império Búlgaro, conhecida na época como Cutmichevitsa.
Ele participou da famosa missão de Cirilo e Metódio na Grande Morávia. Depois da morte de Cirilo, Clemente acompanhou Metódio em sua viagem de Roma a Panônia e à Grande Morávia. Depois da morte de Metódio, em 885. Clemente assumiu a frente do conflito contra o clero germânico na região juntamente com Gorasdo. Depois de algum tempo preso, ele foi expulso da Grande Morávia e, em 885 ou 886, alcançou a fronteira búlgara juntamente com Naum de Ocrida, Angelário e, possivelmente, Gorasdo (que, segundo algumas fontes, já estava morto na época). Depois disso, os quatro foram enviados para a capital, Plisca, onde foram contratados pelo czar Bóris I da Bulgária para instruir o futuro clero do estado na língua eslavônica.
Depois da adoção do cristianismo, em 865, as cerimônias religiosas na Bulgária passaram a ser conduzidas em grego pelo clero enviado pelo Império Bizantino. Temendo a crescente influência bizantina enfraquecendo seu novo estado, Bóris esperava que a adoção do antigo eslavônico como uma forma de preservar a independência política e a estabilidade da Bulgária. Com este objetivo, Bóris patrocinou a criação de duas academias literárias onde a teologia pudesse ser ensinada em eslavônico. A primeira delas foi fundada na capital, Plisca, e a segunda, na região de Cutmichevitsa.
Enquanto Naum ficou na capital trabalhando na fundação da Escola Literária de Plisca (posteriormente, Preslava), Clemente foi encarregado por Bóris de organizar a criação da escola em Cutmichevitza. Por um período de sete anos (entre 886 e 893), Clemente ensinou por volta de 3 500 discípulos na língua eslavônica utilizado com alfabeto glagolítico. Em 893, ele foi consagrado arcebispo de Drembica (Velika), na região. Depois de sua morte, em 916, ele foi enterrado em seu mosteiro, São Pantaleão, em Ocrida.

## Legado
São Clemente de Ocrida foi um dos mais prolíficos e importantes escritores do antigo eslavônico eclesiástico. Acredita-se que ele seja o autor da "Hagiografia Panônia de São Cirilo e São Metódio". Ele também traduziu a "Tríade da Flor", contendo canções litúrgicas da Páscoa até o Pentecostes e acredita-se que ele tenha sido também o autor do "Serviço Sagrado" e da "Vida de São Clemente de Roma", além do mais antigo serviço dedicado a Cirilo e Metódio. A invenção do alfabeto cirílico é geralmente atribuída a ele também, embora ele tenha sido desenvolvido provavelmente na Escola Literária de Preslava no início do século X.
A primeira universidade búlgara moderna, Universidade de Sófia, foi batizada em homenagem a Clemente em 1888. Em novembro de 2008, a Igreja Ortodoxa Macedônica doou parte das relíquias de Clemente para a Igreja Ortodoxa Búlgara como sinal de boa-fé.